# Hopkins Park
Hopkins Park es una villa ubicada en el condado de Kankakee en el estado estadounidense de Illinois. En el Censo de 2010 tenía una población de 603 habitantes y una densidad poblacional de 62,13 personas por km².

## Geografía
Hopkins Park se encuentra ubicada en las coordenadas 41°4′23″N 87°36′21″O / 41.07306, -87.60583. Según la Oficina del Censo de los Estados Unidos, Hopkins Park tiene una superficie total de 9.7 km², de la cual 9.7 km² corresponden a tierra firme y (0%) 0 km² es agua.

## Demografía
Según el censo de 2010, había 603 personas residiendo en Hopkins Park. La densidad de población era de 62,13 hab./km². De los 603 habitantes, Hopkins Park estaba compuesto por el 4.31% blancos, el 93.53% eran afroamericanos, el 0.33% eran amerindios, el 0.5% eran asiáticos, el 0% eran isleños del Pacífico, el 0.5% eran de otras razas y el 0.83% pertenecían a dos o más razas. Del total de la población el 1.16% eran hispanos o latinos de cualquier raza.